# Von Freeman
Earle Lavon Freeman sr., ps. „Vonski” (ur. 3 października 1923 w Chicago, zm. 11 sierpnia 2012 tamże) – afroamerykański saksofonista jazzowy. Jeden z twórców „chicagowskiej szkoły” saksofonu tenorowego. Laureat NEA Jazz Masters Award 2012. Był ojcem saksofonisty Chico Freemana.

## Życiorys
Pochodził z muzykalnej rodziny. Jego ojciec – George był policjantem, grającym na puzonie miłośnikiem ragtimeów i przyjacielem „Króla Jazzu” Louisa Armstronga, który mieszkał u niego po przyjeździe do Chicago. Matka śpiewała w chórze kościelnym, a dziadek (z jej strony) oraz stryj grali na gitarach, podobnie jak jego brat George. Drugi brat – Bruz był perkusistą. Mając dwa lata, pobrzdąkiwał już na domowym pianinie. Pierwszych lekcji na nim udzielał mu ojciec. Jako kilkulatek zaczął grać na klarnecie, a potem na saksofonie C melody. Ojciec kupił mu instrument, kiedy zobaczył, że syn zrobił sobie saksofon z tuby domowego gramofonu Victrola, w której wywiercił dziury. Uczęszczał do prestiżowej DuSable High School, w której gry na saksofonie uczył go Walter Dyett, a harmonii – pani Jones, kierowniczka chóru.
Po ukończeniu szkoły rozpoczął karierę zawodową. W latach 1940–1941 grał w orkiestrze Horace’a Hendersona, brata Fletchera. Po przystąpieniu Stanów Zjednoczonych do II wojny światowel w 1941 został powołany do U.S. Navy. Szkolenie wstępne odbywał w przeznaczonym dla Afroamerykanów Camp Robert Smalls, zorganizowanym w bazie szkolenia rekrutów – Naval Station Great Lakes, położonym w pobliżu miasta North Chicago. Wszyscy wielcy muzycy – wspominał – lądowali w Great Lakes. Tam zapalały się najjaśniejsze światła ówczesnego świata jazzu, a odbywające się jam sessions były wprost fenomenalne. Po zakończeniu szkolenia otrzymał przydział do orkiestry wojskowej The Helicats, stacjonującej w Barbers Point Naval Air Station na hawajskiej wyspie Oahu. Grał w niej do 1945, kiedy został zwolniony ze służby i powrócił do Chicago.
W latach 1946–1950 grał w Wietrznym Mieście ze swoimi braćmi w orkiestrze hotelu Pershing. Zespół towarzyszył wielu czołowym jazzmanom przybywającym do miasta, takim jak Charlie Parker, Dizzy Gillespie, Lester Young i Roy Eldridge. W okresie 1948–1949 Freeman jednocześnie współpracował z awangardowym artystą – Sun Ra. W tym czasie zakładał również własne kwartety, w których grali m.in. pianiści Ahmad Jamal i Andrew Hill. Znajomi i najwierniejsi słuchacze nazywali go: „Vonski”. Choć był instrumentalistą ukształtowanym przez post-bop, jego muzyka zawierała cechy kojarzone z awangardą: szorstki, śpiewny ton saksofonu tenorowego, elastyczne, wręcz swobodne podejście do spraw rytmu i fantazyjne rozwiązania harmoniczne. Cieszył się uznaniem w chicagowskim środowisku jazzowym i wywarł wpływ na wielu młodych muzyków. Jednakże prawie nie opuszczał rodzinnego miasta i rzadko nagrywał, co w znaczącym stopniu zdecydowało, że nigdy nie stał się powszechnie znany.
Nie wyjeżdżał z Chicago głównie z powodów rodzinnych. Ojciec, który zginął od postrzału w czasie starcia z gangsterami, przed śmiercią poprosił go o opiekę nad matką (dożyła 101. lat). Ponadto na miejscu łatwiej było o znalezienie stałej pracy, tym bardziej że miał już na utrzymaniu własną rodzinę. W latach 50. i 60. współpracował z licznymi artystami z Chicago i okolic. Grał m.in. w zespołach bluesmanów Jimmy’ego Reeda i Otsa Rusha, oraz wokalisty soulowego Gene’a Chandlera.
Swój pierwszy album, pt. Doin' It Right Now, nagrał dopiero w 1972. Jego producentem był luminarz jazzu Rahsaan Roland Kirk. Pod koniec tego dziesięciolecia, kiedy jego syn, Chico, był już znanym muzykiem, on sam został bardziej doceniony przez publiczność. Od początku lat 70. do połowy 80. w każdy poniedziałkowy wieczór grał ze swoim kwartetem w klubie The New Apartment Lounge, który był zamykany, kiedy występował za granicą. Ponadto w latach 80. nagrał kilka dobrze przyjętych płyt z synem oraz rodziną Marsalisów: pianistą i głową rodziny Ellisem wraz z synami Wyntonem i Branfordem (LP Fathers & Sons). W następnych dekadach nadal regularnie występował i nagrywał jako lider i sideman.
Był żonaty z Ruby, z którą się rozwiódł. Miał z nią czworo dzieci: synów – Marka i ww. Chica, oraz córki – Denise i Brendę, które zmarły przed nim. On zaś umarł w 2012 wskutek niewydolności serca. Miał w 88 lat. Został skremowany. Jego prochy zostały przekazane rodzinie lub któremuś z przyjaciół.

## Wybrana dyskografia

### Jako lider lub współlider
- 1972 Doin’ it Right Now (Atlantic)
- 1975 Have No Fear (Nessa Records)
- 1979 Serenade & Blues (Nessa)
- 1981
  - Von Freeman Quartet – Young and Foolish (DayBreak)
  - Lockin’ Horns - Willis Jackson and Von Freeman – Live at Laren (Muse Records)
- 1982 Fathers & Sons (Columbia)
- 1983 Hyde Park After Dark – Clifford Jordan–Von Freeman–Cy Touff–Norman Simmons–Victor Sproles–Wilbur Campbell (Bee Hive Records)
- 1989
  - Freeman & Freeman – Chico Freeman/Von Freeman (India Navigation)
  - Walkin’ Tuff! (Southport Records)
- 1992 Tenors of Yusef Lateef and Von Freeman (YAL Records)
- 1996 Fire with Von Freeman (Southport)
- 1999 Von Freeman’s 75th Birthday Celebration with Chico Freeman’s Quartet – Live at the Blue Note (Blue Note)
- 2001
  - Inside Chicago, Vol. 1 – Brad Goode–Von Freeman–Joan Hickey–Sherman Davis–Michael Raynor (SteepleChase)
  - Inside Chicago, Vol. 2 – Brad Goode–Von Freeman–Joan Hickey–Sherman Davis–Michael Raynor (SteepleChase)
- 2002
  - Improvisor (Premonition Records)
  - Inside Chicago, Vol. 3 – Brad Goode–Von Freeman–Paul McKee–Ron Perrillo–Stewart Miller–Bob Rummage (SteepleChase)
- 2003 Inside Chicago, Vol. 4 – Brad Goode–Von Freeman–Paul McKee–Ron Perrillo–Stewart Miller–Bob Rummage (SteepleChase)
- 2004 The Great Divide (Premonition)
- 2007 The Best of Von Freeman on Premonition (Premonition) – 2 CD i DVD
- 2009 Vonski Speaks – Von Freeman’s New Apartment Lounge Quartet (Nessa)
- 2020 Von Freeman & Friends* – Young And Foolish (Timeless Records)

### Jako sideman
Ze Steve’em Colemanem
- 1992 Rhythm in Mind (Novus Records)

Z Kurtem Ellingem
- 1995 Close Your Eyes (Blue Note)
- 1999 Live in Chicago (Blue Note)

Z Chico Freemanem
- 1989 Chico Freeman feat. Von Freeman – You’ll Know When You Get There (Black Saint)

Z George’em Freemanem
- 1972 Birth Sign (Delmark)
- 1974 New Improved Funk (Groove Merchant)
- 1995 Rebellion (Southport)
- 1990 George Burns! (Southport)
- 2001 At Long Last George (Savant)

Zestawienie wg dat wydania płyt

## Uwaga
1. ↑  Do twórców „chicagowskiej szkoły” saksofonu tenorowego oprócz niego należeli: Gene Ammons, Johnny Griffin i Clifford Jordan.